# Fischbach (Andlau)
Der Fischbach ist ein linker Zufluss der Andlau im französischen Département Bas-Rhin in der Region Grand Est.

## Verlauf
Der Fischbach entspringt in drei Quellästen  auf einer Höhe von etwa 620 m beim Rotfelsen am Osthang des Rosskopfes (783 m) in den Mittelvogesen. Nach der Vereinigung seiner Quelläste fließt der Fischbach durch ein enges bewaldetes Tal in Richtung Süden, unterquert die Route du Hohwald (D425) und mündet schließlich westlich von der Gemeinde Andlau und nordöstlich von Heiligenbaum auf einer Höhe von 346 m in den gleichnamigen Fluss.